# Tromsø IL
Tromsø Idrettslag – norweski klub piłkarski z miasta Tromsø występujący w rozgrywkach Eliteserien.

## Historia
Klub założony został 15 września 1920 roku pod nazwą Tromsø Turnforenings Fotballag . W 1930 roku klub zmienił nazwę na Tromsø Idrettslag, która obowiązuje do dziś.

## Sukcesy
- Eliteserien
  - wicemistrzostwo (2): 1990, 2011
  - 3. miejsce (3): 1989, 2008, 2010
- Puchar Norwegii
  - zwycięstwo (2): 1986, 1996
  - finał (1): 2012
- Mistrzostwa Norwegii Północnej
- mistrzostwo (3): 1931, 1949, 1956
  - wicemistrzostwo (2): 1937, 1952

## Europejskie puchary
Legenda do wszystkich tabel:
- Q – runda eliminacyjna, 1/16, 1/8, 1/4, 1/2 – odpowiednia faza rozgrywek, Grupa – runda grupowa, 1r gr – pierwsza runda grupowa, 2r gr – druga runda grupowa, F – finał, R – runda, PO – play-off
- k. – rzuty karne, los. – losowanie, Dogr. – dogrywka, w. – zasada bramek strzelonych na wyjeździe

| Sezon   | Rozgrywki                 | Runda   | Klub                | Dom  | Wyjazd | Ogólnie     |
| ------- | ------------------------- | ------- | ------------------- | ---- | ------ | ----------- |
| 1987/88 | Puchar Zdobywców Pucharów | 1R      | St. Mirren          | 0–0  | 0–1    | 0–1         |
| 1991/92 | Puchar UEFA               | 1R      | Swarovski Tirol     | 1–1  | 1–2    | 2–3         |
| 1995    | Puchar Intertoto          | Grupa 3 | FC Aarau            |      | 2–2    | 3. miejsce  |
| 1995    | Puchar Intertoto          | Grupa 3 | HB Tórshavn         | 10–0 |        | 3. miejsce  |
| 1995    | Puchar Intertoto          | Grupa 3 | Universitatea Kluż  |      | 1–0    | 3. miejsce  |
| 1995    | Puchar Intertoto          | Grupa 3 | Ekeren              | 0–2  |        | 3. miejsce  |
| 1997/98 | Puchar Zdobywców Pucharów | 1R      | NK Zagreb           | 4–2  | 2–3    | 6–5         |
| 1997/98 | Puchar Zdobywców Pucharów | 2R      | Chelsea             | 3–2  | 1–7    | 4–9         |
| 2005/06 | Puchar UEFA               | 2Q      | Esbjerg             | 0–1  | 1–0    | 1–1, k: 3–2 |
| 2005/06 | Puchar UEFA               | 1R      | Galatasaray SK      | 1–0  | 1–1    | 2–1         |
| 2005/06 | Puchar UEFA               | Grupa E | AS Roma             | 1–2  |        | 5. miejsce  |
| 2005/06 | Puchar UEFA               | Grupa E | RC Strasbourg       |      | 0–2    | 5. miejsce  |
| 2005/06 | Puchar UEFA               | Grupa E | FK Crvena zvezda    | 3–1  |        | 5. miejsce  |
| 2005/06 | Puchar UEFA               | Grupa E | FC Basel            |      | 3–4    | 5. miejsce  |
| 2009/10 | Liga Europy               | 2Q      | Dynama Mińsk        | 4–1  | 0–0    | 4–1         |
| 2009/10 | Liga Europy               | 3Q      | Slaven Belupo       | 2–1  | 2–0    | 4–1         |
| 2009/10 | Liga Europy               | PO      | Athletic Bilbao     | 1–1  | 2–3    | 3–4         |
| 2011/12 | Liga Europy               | 1Q      | FC Daugava          | 2–1  | 5–0    | 7–1         |
| 2011/12 | Liga Europy               | 2Q      | Paksi FC            | 0–3  | 1–1    | 1–4         |
| 2012/13 | Liga Europy               | 2Q      | NK Olimpija Lublana | 1–0  | 0–0    | 1–0         |
| 2012/13 | Liga Europy               | 3Q      | Metałurh Donieck    | 1–1  | 1–0    | 2–1         |
| 2012/13 | Liga Europy               | PO      | FK Partizan         | 3–2  | 0–1    | 3–3, w.     |
| 2013/14 | Liga Europy               | 1Q      | NK Celje            | 1–2  | 2–0    | 3–2         |
| 2013/14 | Liga Europy               | 2Q      | İnter Baku          | 2–0  | 0–1    | 2–1         |
| 2013/14 | Liga Europy               | 3Q      | FC Differdange 03   | 1–0  | 0–1    | 1–1, k: 4–3 |
| 2013/14 | Liga Europy               | PO      | Beşiktaş JK         | 2–1  | 0–2    | 2–3,        |
| 2013/14 | Liga Europy               | Grupa K | Tottenham Hotspur   | 0–2  | 0–3    | 4. miejsce  |
| 2013/14 | Liga Europy               | Grupa K | Anży Machaczkała    | 0–1  | 0–1    | 4. miejsce  |
| 2013/14 | Liga Europy               | Grupa K | Sheriff Tyraspol    | 1–1  | 0–2    | 4. miejsce  |
| 2014/15 | Liga Europy               | 1Q      | FC Santos Tartu     | 6–1  | 7–0    | 13–1        |
| 2014/15 | Liga Europy               | 2Q      | Víkingur Gøta       | 1–2  | 0–0    | 1–2         |
| 2024/25 | Liga Konferencji          | 2Q      | Kuopion Palloseura  | 1–0  | 1–0    | 2–0         |
| 2024/25 | Liga Konferencji          | 3Q      | Kilmarnock          | 0–1  | 2–2    | 2–3         |

## Obecny skład
Stan na 22 września 2021
| Nr | Poz. | Piłkarz                                      |
| -- | ---- | -------------------------------------------- |
| 1  | BR   | Jacob Karlstrøm                              |
| 2  | OB   | Adam Örn Arnarson                            |
| 3  | OB   | Jesper Bergset Robertsen                     |
| 4  | OB   | Jostein Gundersen                            |
| 5  | OB   | Anders Jenssen                               |
| 6  | OB   | Isak Amundsen (wypożyczony z FK Bodø/Glimt)  |
| 7  | PO   | Felix Winther                                |
| 8  | PO   | Kent-Are Antonsen                            |
| 9  | NA   | Runar Espejord (wypożyczony z sc Heerenveen) |
| 10 | NA   | Mikael Ingebrigtsen                          |
| 11 | PO   | Ruben Yttergård Jenssen (kapitan)            |
| 12 | BR   | Simon Thomas                                 |
| 13 | NA   | Zdeněk Ondrášek                              |

| Nr | Poz. | Piłkarz           |
| -- | ---- | ----------------- |
| 14 | NA   | August Mikkelsen  |
| 15 | NA   | Magnus Andersen   |
| 16 | PO   | Tomas Totland     |
| 17 | PO   | Daniel Berntsen   |
| 18 | NA   | Moses Ebiye       |
| 19 | OB   | Niklas Vesterlund |
| 20 | OB   | Casper Øyvann     |
| 21 | PO   | Eric Kitolano     |
| 22 | PO   | Sakarias Opsahl   |
| 23 | NA   | Runar Norheim     |
| 25 | PO   | Lasse Nilsen      |
| 26 | OB   | Isak Kjelsrud Vik |
| 28 | OB   | Christophe Psyché |

### Piłkarze na wypożyczeniu
| Nr | Poz. | Piłkarz                                               |
| -- | ---- | ----------------------------------------------------- |
|    | PO   | Tobias Hafstad (w Arendal Fotball do 31 grudnia 2021) |
|    | PO   | Tomas Stabell (w FK Senja do 31 grudnia 2021)         |